# سکرنوسور
سکرنوسور (نام علمی: Secernosaurus) نام یک سرده از تیره هادروسارید است.